# Alla ricerca della Valle Incantata 11 - L'invasione dei minisauri
Alla ricerca della Valle Incantata 11 - L'invasione dei minisauri (The Land Before Time XI: Invasion of the Tinysauruses) è l'undicesimo film della serie Alla ricerca della Valle Incantata.

## Trama
Ogni anno, con l'avvicinarsi della stagione calda, un particolare tipo di albero fiorisce dei particolari fiori rosa che hanno un gusto molto succoso. A causa della bontà di questi "dolci di albero", ogni dinosauro nella valle vuole la sua parte. Tuttavia, a causa di questa bontà (e il fatto che sembra esserci un solo tipo di quest'albero in tutta la valle), vi è appena sufficiente per tutti, e perciò nessuno può mangiare i dolci di albero fino al giorno in cui sono maturi.
All'inizio del film, Piedino cerca in tutti i modi di tenere a freno la fame dei suoi amici Ducky, Petrie e (soprattutto) Spike; tuttavia, Petrie cerca di volare per prenderne uno, se non che viene fermato dal padre di Tricky il quale afferma molto chiaramente che ogni dinosauro nella valle ha aspettato molto tempo per gustare i dolci di albero, e proprio per ciò si autonomina guardiano dell'albero.
Tricky, inoltre, ricordandosi che Piedino non è in grado di prendere un dolce di albero neanche tra quelli bassi, nonostante fosse un Collo Lungo, lo prende in giro affermando che è troppo piccolo, e Piedino se ne va indignato. Tuttavia anche Tricky deve fare i conti con dei problemi "familiari": infatti, suo padre si sta impegnando con Tria, una femmina di Tricorno, che un tempo è stata una sua vecchia fiamma, e cerca perciò di ricominciare il loro rapporto. Tricky, a causa del fatto che il padre la trascuri per la nuova compagna, oltre al fatto che Tria chiama suo padre "Topsy", e che questi gli abbia promesso che lei avrebbe mangiato il primo dolce di albero (che sarebbe dovuto spettare a Tricky), inasprisce il rapporto con il padre e con la nuova compagna.
Piedino, intanto, è ancora turbato per quello che gli ha detto Tricky sul fatto che è piccolo per fare alcunché. Mentre torna all'albero dei dolci di albero, si arrampica fino alla scogliera proprio accanto ad esso e cerca di raggiungere i gustosi fiori, ma mentre lo fa cade proprio sull'albero, facendo cadere tutti i fiori, per poi svenire. Quando Piedino si risveglia, si ritrova circondato da piccolissimi Colli Lunghi (Mussaurus), che mangiano tutti i dolci di albero per poi dileguarsi agli strilli di Piedino per la sorpresa. Non appena si viene a sapere dello stato dell'albero dei dolci di albero, i dinosauri capiscono che può essere stato solo uno di loro a fare ciò; a causa di una distrazione dovuta a Petrie, Piedino attira il sospetto di molti su di sé.
Piedino ha paura di ammettere che era colpa sua se i dolci di albero sono caduti dall'albero, e incolpa i mini Colli Lunghi che è riuscito a vedere. In un primo momento nessuno gli crede, ma quando vedono la prova di piccoli segni di denti su uno dei fiori si ricredono, e tutti cominciano a cercare i mini Colli Lunghi per tutta la Valle Incantata. Piedino e Tricky sono insieme alla loro ricerca, quando Piedino cade in una buca nel terreno dove, a quanto pare, i piccoli Colli Lunghi si nascondono. All'inizio, Piedino fugge più in profondità nelle enormi gallerie sotto la valle, ma poi scopre che i piccoli Colli Lunghi non sono "viscidi e malvagi" come pensava e fa amicizia con loro, in particolare con Skitter, Lizzie, Dusty e Rocky, e facendo la conoscenza del loro capo, nonché padre di Lizzie e Dusty, Grande Papi.
Dopo aver sentito quanto sia difficile per i mini Colli Lunghi trovare cibo, Piedino promette di contribuire a portare da loro molte foglie stella ogni notte. Alla fine, a causa del fatto che Piedino passa molte notti insonni, è costretto a rivelare ai suoi amici del rifugio dei mini Colli Lunghi nelle caverne sotterranee. Tutti finiscono nel rifugio dei mini Colli Lunghi facendo amicizia, e promettono di non dire niente agli adulti; anche Tricky, che è ancora arrabbiata con suo padre, promette di mantenere il segreto, soprattutto perché scopre che come lei, i piccoli dinosauri, per quanto Grande Papi li voglia proteggere, ha un carattere troppo severo, e per questo si fa amica di Lizzie che è del suo stesso parere; il motivo per cui Grande Papi non si fida dei "grandi" dinosauri è che, a suo parere, pensano solo a sé stessi proprio perché sono grandi e antepongono loro stessi a ogni altra cosa.
Quando escono di nuovo di notte per ritornare dai mini Colli Lunghi, Piedino e i suoi amici vengono trovati dal padre di Tricky che li incita a ritornare ai loro nidi. Quando il vecchio tricorno rimane da solo con Tria davanti a loro compaiono Lizzie e Skitter, in quanto, non vedendo più ritornare Piedino e i suoi amici, hanno deciso di uscire dal loro nascondiglio per trovarli. Ne nasce un inseguimento che alla fine fa rivelare ai grandi il nascondiglio dei mini Colli Lunghi. Mentre il padre di Tricky, insieme ad un Ankylosaurus, cercano di bloccare l'ingresso delle caverne con una grossa pietra, Piedino, rendendosi conto che deve dire la verità, ammette che è colpa sua se i dolci di albero sono stati mangiati dai mini Colli Lunghi e che loro, quindi, non c'entravano niente, e ha dovuto scaricare la colpa su di loro solo perché aveva paura delle conseguenze del suo gesto.
Tuttavia, proprio come riesce a convincere i grandi dell'innocenza dei mini Colli Lunghi, il masso causa una frana che ostruisce l'entrata della caverna, costringendo i mini Colli Lunghi a trovare un'altra uscita. Arrivano nel Misterioso Al di là dove si imbattono in due Denti Aguzzi (Utahraptor) che li inseguono e li fanno arrivare nella Valle Incantata. Nel frattempo, gli amici di Piedino sono arrabbiati con lui per quanto è successo, ma alla fine cercano un modo per scusarsi anche loro per essere stati troppo duri con lui, ma in quel momento arrivano i due Denti Aguzzi che si mettono al loro inseguimento. Piedino si presenta solo al momento giusto e salva Ducky proprio mentre stava per essere mangiata.
Quando tutto sembra perduto, i mini Colli Lunghi appaiono e combattono i Denti Aguzzi insieme a tutti i grandi della valle per poi ricacciarli nel Misterioso Al di là e ostruendo l'ingresso della caverna che li aveva condotti nella valle. Alla fine, i grandi accettano i mini Colli Lunghi come loro compagni all'interno della Valle Incantata, Tricky riesce a diventare amica di Tria riallacciando il rapporto con il padre, e finalmente, quando sbocciano i nuovi dolci di albero, ognuno mangia in allegria.

## Edizioni home video
In Italia, il film è stato distribuito in VHS e DVD-Video dalla Universal Pictures Home Entertainment il 10 novembre 2005.

## Doppiaggio
| Personaggio     | Doppiatore originale  | Doppiatore italiano |
| --------------- | --------------------- | ------------------- |
| Piedino         | Aaron Spann           | Sonia Mazza         |
| Tricky          | Anndi McAfee          | Jasmine Laurenti    |
| Petrie          | Jeff Bennett          | Davide Garbolino    |
| Ancky           | Jeff Bennett          |                     |
| Ducky           | Aria Noelle Curzon    | Debora Magnaghi     |
| Spike           | Rob Paulsen           |                     |
| Beccolargo      | Rob Paulsen           | Luca Bottale        |
| Grande Papi     | Michael Clarke Duncan | Ivo De Palma        |
| Nonna           | Miriam Flynn          | Annamaria Mantovani |
| Nonno           | Kenneth Mars          | Antonio Guidi       |
| Rocky           | Nika Futterman        | Monica Bonetto      |
| Padre di Tricky | John Ingle            | Marco Balzarotti    |
| Skitter         | Leigh Kelly           | Patrizia Mottola    |
| Madre di Ducky  | Tress MacNeille       | Marina Thovez       |
| Madre di Petrie | Tress MacNeille       |                     |
| Tria            | Camryn Manheim        | Dania Cericola      |
| Dusty           | Ashley Rose           | Irene Scalzo        |
| Lizzie          | Cree Summer           | Jenny De Cesarei    |
| Diplo           |                       | Paola Della Pasqua  |
| Ancky           |                       | Enrico Maggi        |
| Narratore       | John Ingle            | Maurizio Scattorin  |